# Univision Music Group
Univision Music Group fue una compañía discográfica de Estados Unidos especializada en la música latina con aproximadamente 45% del cuota de mercado, fundada en abril de 2001 por Univision Communications. Univision Music incluía tres sellos: Univision Records, Fonovisa Records y Disa Records.
En junio de 2001, Univision Music adquirió un 50% de intereses en la discografía con sede en México, Disa Records, la segunda discográfica independiente en el idioma español más grande del mundo, y la más importante de México. 
En abril de 2002, Univision adquirió Fonovisa, la discografía más grande en español especializada en música regional mexicana. En 2006, logra la adquisición completa de Disa. 
Univision Music Group también tenía extensas publicaciones en negocios y exclusivos contratos de acuerdo y licencias con Universal Music Group para gran parte de su discografía, especialmente de Puerto Rico y México.
La discografíca fue comprada en febrero de 2008 por Universal Music Group y se convirtió en Universal Music Latin Entertainment.